# Mycomya penicillata
Mycomya penicillata är en tvåvingeart som först beskrevs av Dziedzicki 1885.  Mycomya penicillata ingår i släktet Mycomya och familjen svampmyggor. Arten är reproducerande i Sverige. Inga underarter finns listade i Catalogue of Life.